# 추밀원에 있어서의 왕
추밀원에 있어서의 왕(영어: King-in-Council)은 국법에서 웨스트민스터 정치체제를 표방하는 영국 연방 왕국의 회원국이 있는 정치적인 행정권의 본질을 뜻한다. 즉, 자기의 추밀원과 행정위원회의 조언과 동의에 따라 권력을 발휘하는 군주를 가리킨다. 영국과 왕실령을 제외한 영국 연방 왕국의 회원국은 영국의 군주의 권력과 역할을 총독과 부총독에게 위임한다. 대표적인 예로 비록 영국의 군주가 각각 캐나다와 오스트레일리아에서 동시에 군림하지만 영국처럼 추밀원에 있어서의 왕이라는 용어를 공식적으로 못 쓴다. 그 대신에 이와 비슷한 용어는 왕을 가리키지 않고 부왕인 총독과 부총독을 가리킨다. 이와 다르게 홍콩은 반환한 이후에도 영국의 식민지의 유산으로 행정회의에 있어서의 행정장관(영어:  Chief Executive-in-Council)이라고 부른다. 그밖에 행정부의 운영을 강조하는 뜻으로 단순히 정부라고 달리 부를 수 있지만 정부라는 용어는 행정적인 요소 밖의 분야도 가리킬 수 있다.
추밀원에 있어서의 왕은 추밀원이나 행정위원휘에서 활동하는 대신들로 구성된 내각이 발표한 결단으로 발휘한다. 실제로 내각이 내린 결단은 대신들이 군주나 그녀를 대변하는 부왕인 총독이나 부총독을 직접 만나지 않고도 발휘할 수 있다.
추밀원에 있어서의 왕의 이름으로 내린 지시는 추밀원칙령이라고 부른다. 추밀원칙령은 내각명령이라고도 부르며 사법심사를 받을 수 있다. 추밀원령은 행정입법과 같은 위임입법의 절차를 걸쳐서 시행하는 방법이 있다.

## 같이 보기
- 의회에 있어서의 왕
- 추밀원

## 참고 자료
1. ↑  만약 영국의 군주가 여자라면 영어로 추밀원에 있어서의 여왕(영어: Queen-in-Council)이라고 부른다.
2. ↑  캐나다의 연방정부에서는 추밀원에 있어서의 총독(영어: Governor-General-in-Council, 프랑스어: Gouverneur général en conseil)이라고 부른다. 또한 주정부에서는 행정위원회에 있어서의 부총독(영어: Lieutenant-Governor-in-Council, 프랑스어: Lieutenant gouverneur en conseil)이라고 부른다.
3. ↑  오스트레일리아의 연방정부에서는 연방행정위원회의 총독(영어: Governor-General-in-Council)라고 부른다. 또한 주정부에서는 행정위원회에 있어서의 부총독(영어: Governor-in-Council)이라고 부른다.